# إتش تى سى ماجيك
إتش تى سى ماجيك (بالإنجليزية: HTC Magic) أو يطلق عليه في الولايات المتحدة الأمريكية ماى تاتش ثرى جى وهو هاتف ذكي تم تصميمه بواسطة شركة إتش تى سى، وهو يعتبر ثاني هاتف ذكى يحمل نظام تشغيل أندرويد من قبل إتش تى سى.

## وصلات خارجية
- HTC Magic ينتقل بتجربة Android إلى فودافون.
- STC تقدم أول هواتف أندرويد - HTC Magic.